# Gromki (Banaszki)
Gromki (niem. Heinrichshöfen) – przysiółek osady Banaszki w Polsce, położony w województwie warmińsko-mazurskim, w powiecie kętrzyńskim, w gminie Kętrzyn.
W latach 1975–1998 przysiółek administracyjnie należał do województwa olsztyńskiego.

## Historia
Majątek ziemski w Gromkach o powierzchni około 200 ha pod koniec XIX wieku należał do Wernera.
Niewielki dwór wybudowany został w drugiej połowie XIX wieku. Dwór przykryty jest dachem naczółkowym, posiada obustronny, dwupoziomowy ryzalit. Obok dworu znajduje się zaniedbany park. Dwór jest własnością prywatną.